# Fingon
Fingon je izmišljen lik iz Tolkienove mitologije, serije knjig o Srednjem svetu britanskega pisatelja J. R. R. Tolkiena.
Omenjen je kot kralj Nordorja med prvo dobo. Bil je najstarejši sin Fingolfina, starejši brat Turgona, Aredhela in Argona. 